# 階級政党
階級政党（かいきゅうせいとう）とは、特定の社会階級の立場・利益を代表し、これに依拠する政党のことで、労働者階級の政党（主として社会主義政党・共産主義政党）が自称することが多い。対義語は国民政党。

## 成り立ちの経緯
歴史的には階級闘争を重視するマルクス主義の影響を強く受けた社会主義・共産主義において、みずからを労働者階級・プロレタリアート（無産階級）の政党と位置づけたことが大きい。このとき打倒の対象としての資本家階級の政党は蔑称的にブルジョアジー政党（政治体制としてはブルジョア民主主義）とされた。実際にはブルジョワジー政党とされる側（主に保守政党や中道政党）が自らを階級政党と位置づけることはあまりない（国民政党と称するのが普通である）。
その後、ロシア革命後にマルクス主義のなかでもレーニン主義（マルクス・レーニン主義）が大きな力を持つと、農民も大きな位置づけを占めることとなり、労働者階級と農民階級をあわせた政党となった場合（例えば労働農民党、中国共産党など。レフ・トロツキーはこれらを「二階級政党論」と呼んで批判した）と、農民部門の政党を独自につくった場合（例としては東ドイツのドイツ民主農民党、ポーランドの統一農民党など）がある。また階級政党はその社会階級において広く支持基盤を張りめぐらすことで強化されるため、同時に組織化に力を入れる大衆政党（組織政党。幹部政党の対義語）である場合が多い。もっとも、特定の社会階級を代表すると称する少数の革命家による、大衆性の弱い組織となる場合もあり得る。

## 実情と現在
しかし実際には20世紀に至り中産階級・市民が成長しホワイトカラー化や大衆社会化が進行するなど社会が多様化し、社会階級から社会階層で把握されるようになるにつれ、西側先進国からこうした政党の位置づけは後退していき、社会主義政党も社会改良主義と合流し国民全体の福祉や社会保障の充実を中心政策とする社会民主主義・民主社会主義政党として国民政党を称するようになっていった。例えばドイツ社会民主党は1959年のゴーデスベルク綱領で国民政党に転換した。この流れはその後も続き、冷戦の終結で決定的なものとなった。また宗教・信仰を基盤とする宗教政党や、保守的な保守主義と中道・リベラル的な自由主義の違い、環境問題などを取り上げる市民運動（新しい社会運動）を基盤とする政党（緑の党）、少数民族の政党や地域政党なども、階級政党の考え方では捉えにくかった。

## 日本での現状
日本では日本共産党が現在も明確に階級政党としての位置付けを掲げている。党規約2条には『「労働者階級の党」であると同時に「日本国民の党」である』と定められており、同時に「日本国民の党」という言葉を使って国民政党的あるいは大衆政党的な形態も掲げており、どの位置付けを最も重視しているのかが曖昧だとする向きもある。

かつては日本社会党においても自党の位置づけを共産主義もしくはマルクス・レーニン主義的な階級政党とするか社会民主主義・民主社会主義的な国民政党とするかで、党内が左派・右派に二分され、ついには左派社会党と右派社会党という2つの日本社会党が併存するまでになるほどの抗争を展開した。その過程で、左派においては階級的大衆政党という新たな概念が打ち出される。

その結果、左派が優位となる形で1955年（昭和30年）の再統一を迎え、民主社会党結成や構造改革論争など様々な対立を経た末、1964年（昭和39年）の綱領的文書『日本における社会主義への道』によって社会主義革命を究極的目標とする労働者階級の党、階級的大衆政党としての日本社会党の位置付けが確立した。

左派の傾向は1986年（昭和61年）、『道』に代わる新たな綱領的文書となる『日本社会党の新宣言』が採択された後も残存し、現在の社会民主党や新社会党に影響力を残している。一方、右派は1994年（平成6年）の自社さ連立をきっかけに再び対立を激化させ、旧民主党に多くの議員が参加する形で袂を分かった。